# هوگولدسدورف
هوگولدسدورف (به آلمانی: Hugoldsdorf) یک شهر در آلمان است که در فرپومرن-روگن واقع شده‌است. هوگولدسدورف ۱۵۶ نفر جمعیت دارد.